# Rathen

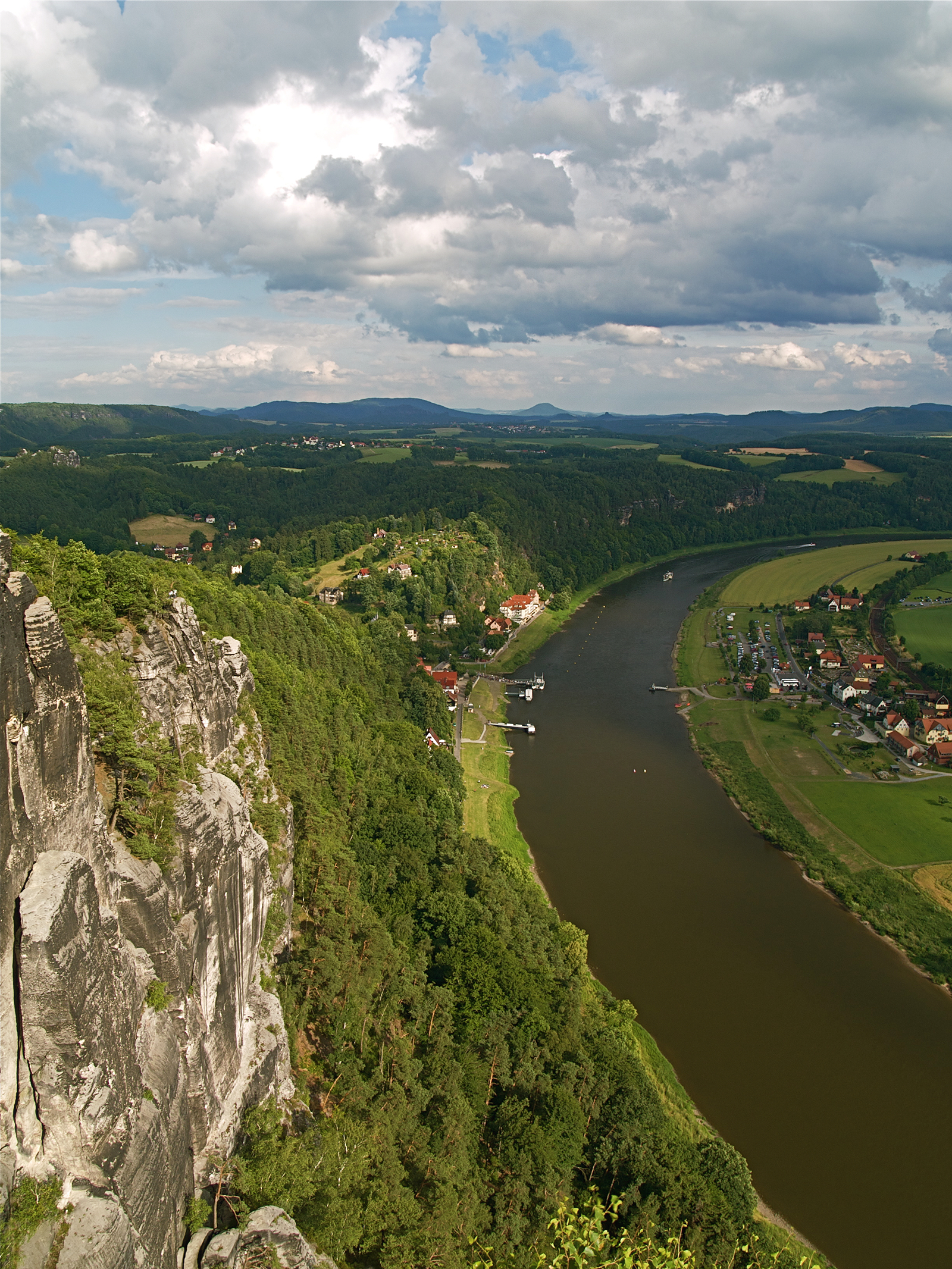
Blick auf Rathen von der Bastei

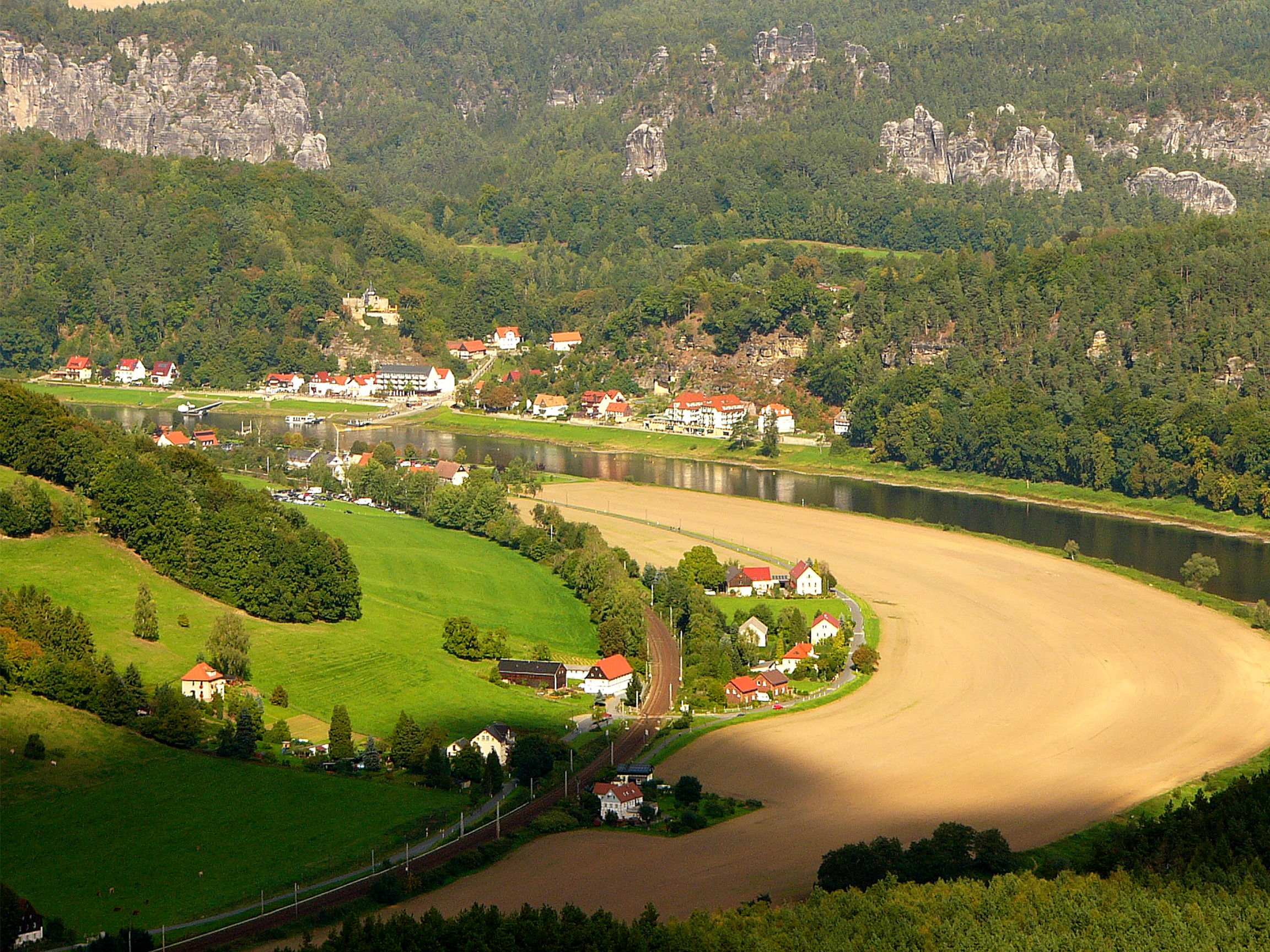
Rathen vom Lilienstein aus gesehen

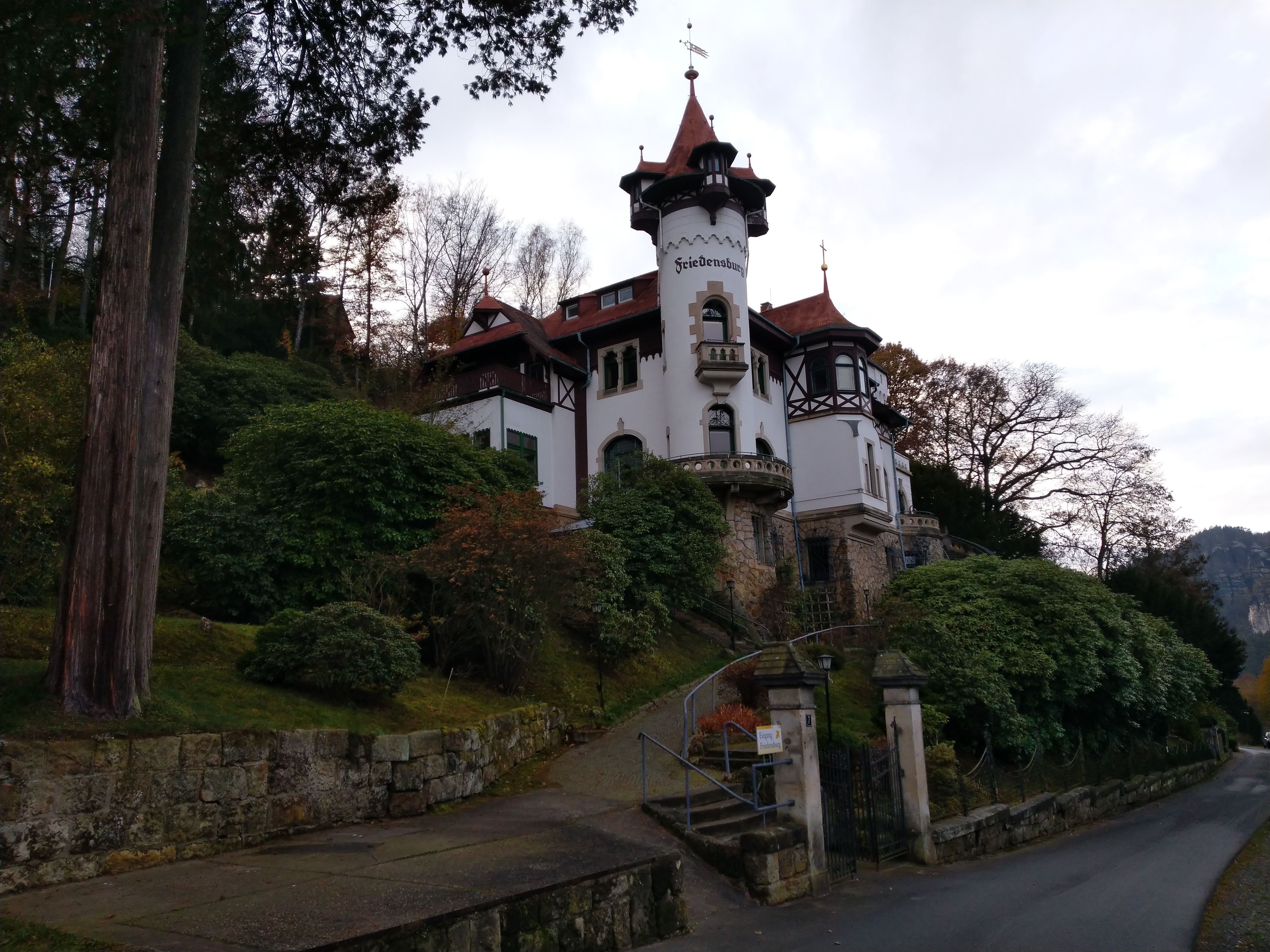
Friedensburg in Oberrathen

Rathen ist ein Kurort im Landkreis Sächsische Schweiz-Osterzgebirge im Freistaat Sachsen. Er liegt unterhalb der Felskulisse des Elbsandsteingebirges in der Sächsischen Schweiz ca. 35 Kilometer von Dresden entfernt. Der Ort gehört zur Verwaltungsgemeinschaft Königstein/Sächsische Schweiz. Rathen ist die einwohner- und flächenkleinste Gemeinde in Sachsen.

## Ortsgliederung
Rathen besteht aus zwei Ortsteilen, die durch die Elbe getrennt sind. Oberrathen liegt linkselbisch auf einem Gleithang und kann mit dem PKW oder der S-Bahn erreicht werden. Der verkehrsberuhigte Ortsteil Niederrathen liegt auf der rechten Elbseite und ist mit Oberrathen durch die historische Gierseilfähre Bergland verbunden, die unter Denkmalschutz steht. Es gibt insgesamt gut 300 Einwohner in beiden Ortsteilen. Die Hauptsatzung der Gemeinde spricht von einer Gemeindefläche von 348 ha. Die Gemeinde hat für die beiden Gemeindeteile die Abkürzungen „NR“ und „OR“ festgelegt.

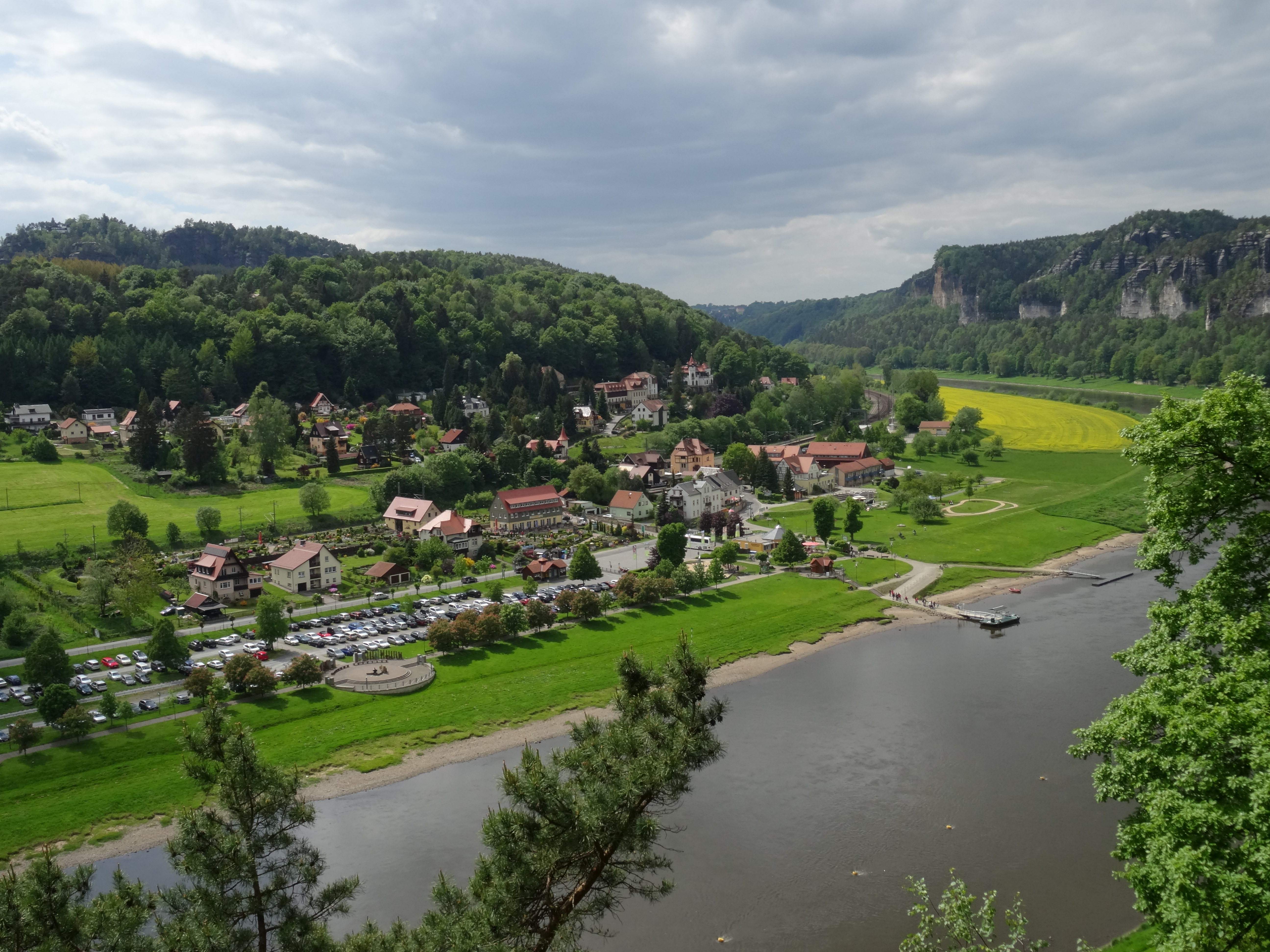
Oberrathen
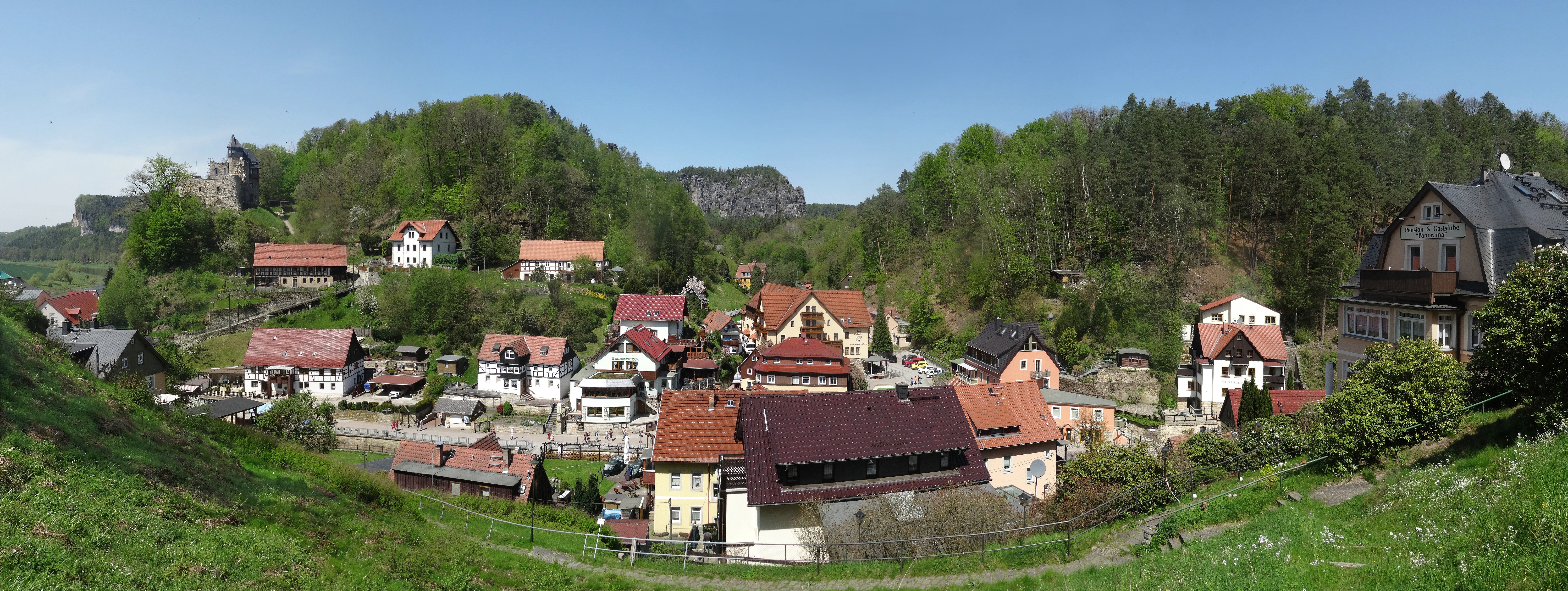
Niederrathen
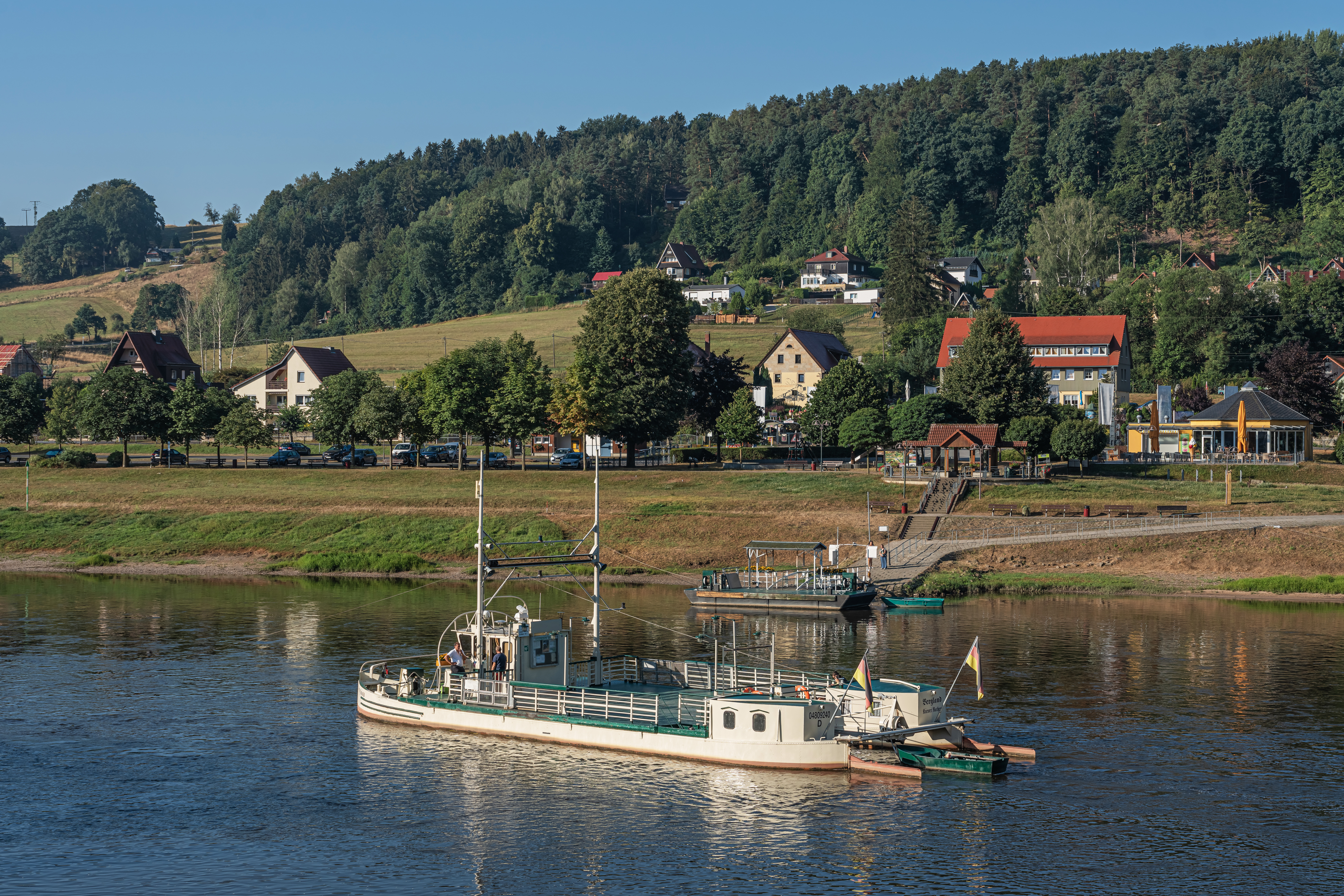
Die Fähre „Bergland“, die die beiden Ortsteile verbindet
- Gierseilfähre auf der Elbe zwischen Nieder- und Oberrathen

| Lohmen                    | Hohnstein OT Rathewalde                     |                              |
| Stadt Wehlen, OT Pötzscha | Kompassrose, die auf Nachbargemeinden zeigt | Bad Schandau, OT Waltersdorf |
|                           | Struppen, OTe Weißig und Strand             |                              |

## Tourismus
Vom staatlich anerkannten Luftkurort Rathen, dem Ausgangspunkt für Touren in den westlichen Teil der Sächsischen Schweiz, gelangt man zur Bastei. Durch den Amselgrund gelangt man zum von Talwächter und Lokomotive überragten Amselsee und zur Felsenbühne Rathen. Neben der Alten Mühle von 1567, welche nach dem Jahrhunderthochwasser kurz vor dem Abriss steht, blieben eine Reihe weiterer Fachwerkhäuser erhalten. Östlich des Ortes erhebt sich der Gamrig.
Rathen ist durch seine Umgebung mit einer Vielzahl an Felsrevieren und Gipfeln im Elbsandstein ein beliebtes Ziel für Wanderer und Kletterer, sowohl für Tagesausflüge vor allem aus Dresden als auch für längere Aufenthalte.

## Geschichte

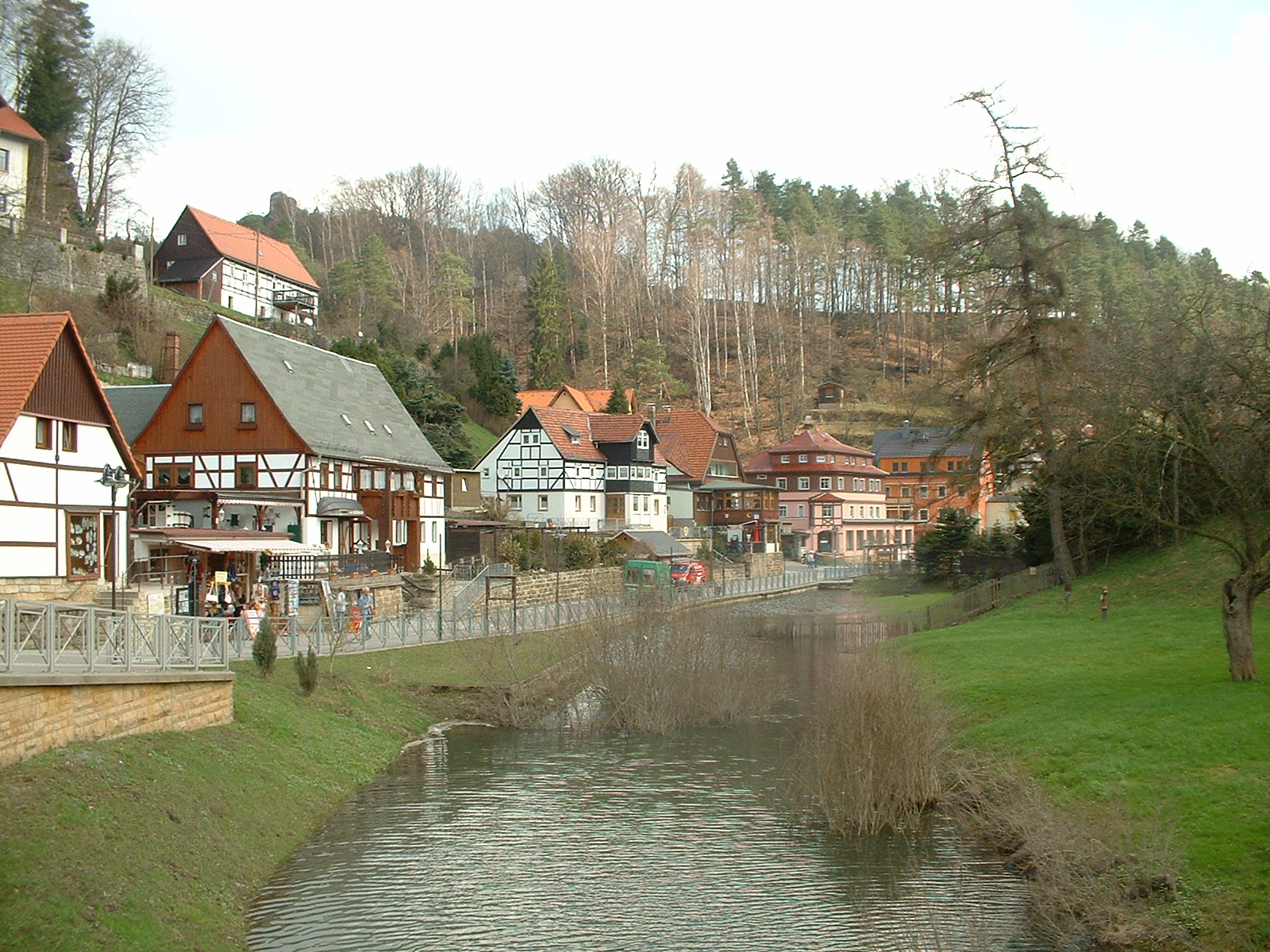
Rathen kurz nach dem Hochwasser 2006

Rathens Ursprung ist sagenumwoben. Der Ort entstand wohl gleichzeitig mit den Burgen Altrathen und Neurathen. Der älteste schriftliche Nachweis ist eine Urkunde aus dem Jahre 1261, in der ein gewisser Theodericus de Raten erwähnt wird. Burg Altrathen, erstmals 1289 als Steinburg erwähnt, liegt auf einem Felssporn über dem Elbtal und der heutigen Siedlung Niederrathen. Beide Burgen wurden als Raubritterburgen 1469 geschleift. Ursprünglich verdienten die Einwohner mit der Elbschifffahrt, Waldarbeit und dem Steinbrechen ihren Lebensunterhalt.
In Rathen wurde 1919 das Sächsische Gemeinschafts-Diakonissenhaus „Zion“ gegründet. 1924 zog es aus den zu klein gewordenen Räumen aus und nahm seinen Hauptsitz in Aue. Es ist Teil der Gemeinschaftsbewegung. In Rathen blieb ein Bibel- und Rüstzeit-Heim bestehen, das seit 1937 den Namen „Friedensburg“ trägt (statt Zion).
Während der Zeit des Nationalsozialismus gab es in Rathen ein Außenlager des KZ Flossenbürg mit dem Tarnnamen Schwalbe II. Es wurde im Sandstein ein Projekt zur Benzinherstellung der BRABAG begonnen. Errichtet wurden 8 m breite Räume und 14 Stolleneingänge. Geplant war eine Grundfläche von 80.000 m². Die geplante Produktionsanlage zur Herstellung von Flugbenzin im Rahmen des Mineralölsicherungsplans wurde nie fertiggestellt. Das Mundloch ist mit einer starken Trockenmauer verwahrt.
Die Gemeinde bekam im Jahre 1933 den Beinamen „Kurort“ verliehen, der seitdem als Teil des Namens der Gemeinde geführt wird.
Heute ist der Tourismus der Haupterwerbszweig.

### Entwicklung der Einwohnerzahl
| Jahr    | Einwohnerzahl                           | Einwohnerzahl                           | Einwohnerzahl                           |
|         | Oberrathen                              | Niederrathen                            | Summe                                   |
| ------- | --------------------------------------- | --------------------------------------- | --------------------------------------- |
| 1548/51 | 16 besessene Mann, 15 Inwohner, 6 Hufen | 16 besessene Mann, 15 Inwohner, 6 Hufen | 16 besessene Mann, 15 Inwohner, 6 Hufen |
| 1764    | 12 besessene Mann, 16 Häusler           | 12 besessene Mann, 16 Häusler           | 12 besessene Mann, 16 Häusler           |
| 1834    | 85                                      | 225                                     | 310                                     |
| 1871    | 106                                     | 325                                     | 431                                     |
| 1890    | 111                                     | 308                                     | 419                                     |

| Jahr | Einwohnerzahl |
| ---- | ------------- |
| 1910 | 455           |
| 1925 | 724           |
| 1939 | 888           |
| 1946 | 1026          |
| 1950 | 1013          |
| 1964 | 924           |
| 1990 | 572           |
| 2000 | 500           |

| Jahr | Einwohnerzahl |
| ---- | ------------- |
| 2006 | 415           |
| 2007 | 411           |
| 2008 | 406           |
| 2009 | 394           |
| 2010 | 396           |
| 2011 | 375           |
| 2012 | 357           |
| 2013 | 355           |

## Politik

### Gemeinderat
- SPD: 1
- FW: 2
- CDU: 6

Seit der Gemeinderatswahl am 9. Juni 2024 verteilen sich die 9 Sitze des Gemeinderates folgendermaßen auf die einzelnen Gruppierungen:
- CDU: 6 Sitze
- Freie Wählergemeinschaft Kurort Rathen: 2 Sitze
- SPD: 1 Sitz

| Liste                                  | 2024   | 2024   | 2019   | 2019   | 2014   | 2014   |
| Liste                                  | Sitze  | in %   | Sitze  | in %   | Sitze  | in %   |
| -------------------------------------- | ------ | ------ | ------ | ------ | ------ | ------ |
| CDU                                    | 6      | 56,7   | 6      | 53,0   | 7      | 70,2   |
| Freie Wählergemeinschaft Kurort Rathen | 2      | 30,9   | 2      | 29,1   | –      | –      |
| SPD                                    | 1      | 12,3   | 1      | 17,9   | 3      | 29,8   |
| Wahlbeteiligung                        | 75,6 % | 75,6 % | 79,1 % | 79,1 % | 69,7 % | 69,7 % |

### Bürgermeister
Bürgermeister Rathens ist seit 2022 Roman Rolof.
| Wahl | Bürgermeister  | Vorschlag | Wahlergebnis (in %) |
| ---- | -------------- | --------- | ------------------- |
| 2022 | Roman Rolof    | FW        | 91,4                |
| 2015 | Thomas Richter | Richter   | 86,1                |
| 2008 | Thomas Richter | Richter   | 94,7                |
| 2001 | Thomas Richter | Richter   | 56,9                |
| 1994 | Peter Langmann | CDU       | 92,7                |

### Hoheitszeichen
Das Wappen der Gemeinde Rathen zeigt ein heraldisch nach links springendes Lamm. Auf dem Dienstsiegel ist das Wappen gezeigt mit der Umschrift „Gemeinde Kurort Rathen“ (oben) und „Bürgermeister“ (unten).

## Kultur und Sehenswürdigkeiten

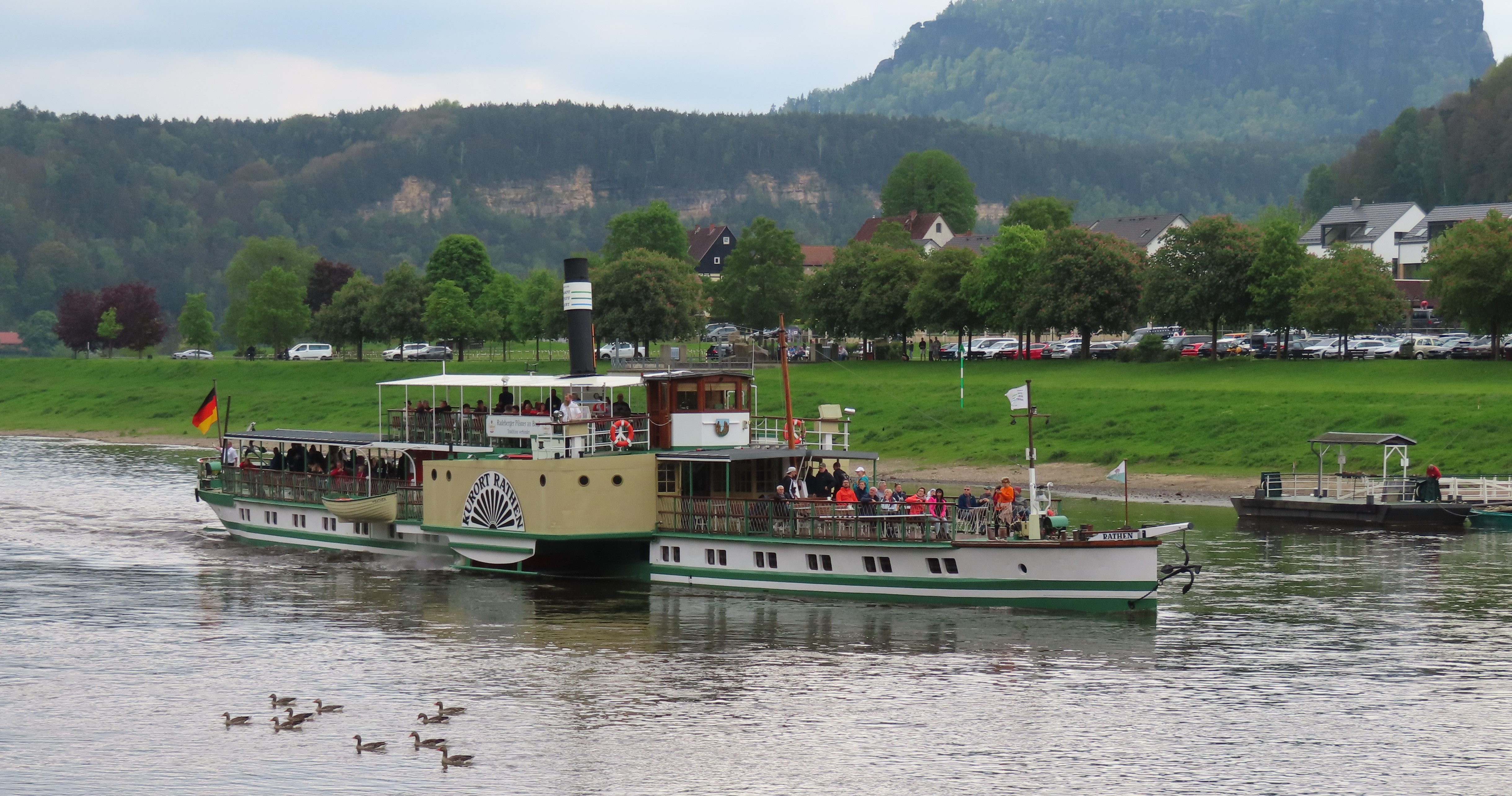
Raddampfer Kurort Rathen

- Bastei mit Schweizerhaus, Basteibrücke und Basteiaussicht
- Felsenbühne Rathen im Wehlgrund
- Rhododendronpark Kleine Bastei
- Rauenstein
- Amselgrund und Amselfall
- Nationalpark Sächsische Schweiz
- Burgen Neurathen und Altrathen
- Eisenbahnwelten im Kurort Rathen
- Schwedenlöcher

## Filmproduktionen
Rathen war häufig Filmdrehort. Vor allem die Basteibrücke, der Gamrig und auch die Felsenbühne dienten als Kulisse. So wurden im Ort 1981 und 1984 verschiedene Szenen zur Polizeiruf-110-Reihe gedreht.

## Verkehr
Der Bahnhof Kurort Rathen liegt an der Bahnstrecke Děčín–Dresden-Neustadt und wird von der S-Bahn-Linie 1 der S-Bahn Dresden bedient. Der Bahnhof trug früher den Namen Kurort Rathen (Kr Pirna). Dies ist auf den Stationsschildern heute noch zu sehen.

## Persönlichkeiten
- Bernd Knispel (1945–2019), Radrennfahrer
- Bernhard Theilmann (1949–2017), Lyriker, Verleger und Kunstkritiker